# دانيال بورتر جوردن الثالث
دانيال بورتر جوردن الثالث (بالإنجليزية: Daniel Porter Jordan III) هو قاضي ومحامي أمريكي، ولد في 20 نوفمبر 1964 في فورت براغ ‏ في الولايات المتحدة.